# Fototerapia noworodka

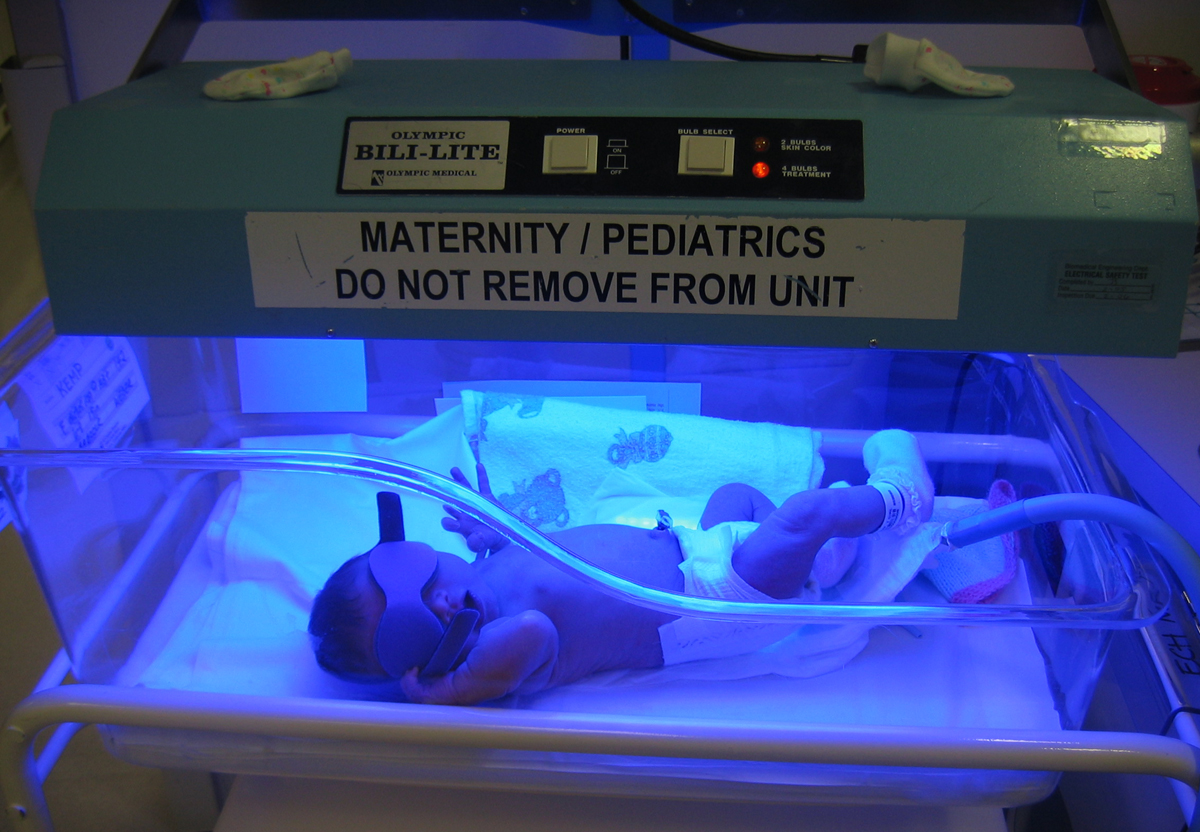
Noworodek przechodzący fototerapię w szpitalu w USA

Fototerapia noworodka to metoda lecznicza mająca na celu zmniejszenie ilości bilirubiny niesprzężonej u noworodka w przypadku żółtaczki fizjologicznej lub żółtaczki patologicznej, w celu zmniejszenia ryzyka powikłań żółtaczki (odłożenia się nadmiaru bilirubiny w komórkach jąder podkorowych mózgu – następuje wtedy żółtaczka jąder podkorowych).
Pod wpływem fototerapii zachodzą 3 reakcje: fotooksydacja i izomeryzacja konfiguracyjna i strukturalna, które ułatwiają wydalanie bilirubiny z moczem i żółcią.
Źródłem światła są specjalne świetlówki emitujące światło fioletowe (długość fali światła 420-500 nm), standardowe o świetle niebieskim (420-560 nm), zimnobiałym (400-600 nm), świetle dziennym (400-650 nm) lub zielonym (500-600 nm).
Najczęściej stosuje się światło niebieskie.

## Wskazania do fototerapii
Podwyższenie stężenia bilirubiny we krwi noworodka (różne wartości w zależności od wieku noworodka są wskazaniem do rozpoczęcia fototerapii).

## Przeciwwskazania
Brak bezwzględnych przeciwwskazań do stosowania fototerapii u noworodków. 
Należy jednak rozważyć stosowanie fototerapii w przypadku występowania żółtaczki spowodowanej bilirubiną sprzężoną lub porfirii (może wystąpić bronze baby syndrome – zespół brązowego dziecka).

## Przebieg
Obecnie fototerapię najczęściej stosuje się w sposób ciągły. W jej trakcie należy pamiętać o następujących zasadach:
- Dziecko powinno być całkowicie rozebrane (należy zostawić pampersa, aby nie doszło do przegrzania narządów rodnych),  na oczy bezwzględnie należy założyć specjalne okulary.
- Pozycja dziecka powinna być regularnie zmieniana co 2-3 godziny.
- Obowiązuje kontrola temperatury ciała dziecka (możliwość przegrzania i wystąpienia gorączki).
- Kontrola masy ciała i diurezy aby uniknąć ryzyka odwodnienia.
- Kontrola wilgotności i temperatury inkubatora.

## Działania niepożądane
- zmiany rumieniowe, osutki
- przegrzanie
- odwodnienie
- zespół brązowego dziecka

Przeczytaj ostrzeżenie dotyczące informacji medycznych i pokrewnych zamieszczonych w Wikipedii.